# Chifli
El chifli es una bebida autóctona de Cullera (Valencia) España, elaborada a base de un anís seco (llamado más comúnmente casalla) y limón. Este anís está preparado por la casa Cerveró la cual es originaria de la misma población donde se prepara esta bebida. Además se caracteriza por su fuerte carga de alcohol y un fuerte olor a anís. Es recomendable beberla mezclada con otra bebida, como limón, agua con gás o gaseosa.
Este tipo de bebida es consumido sobre todo cuando llegan las fiestas de primavera, como fallas, Pascua, y las fiestas mayores de Cullera (Valencia). También es consumida en los pueblos pertenecientes a la Ribera Baja, Ribera Alta, Safor y La Huerta.
- Datos: Q5766161